# Filippo Pallotta

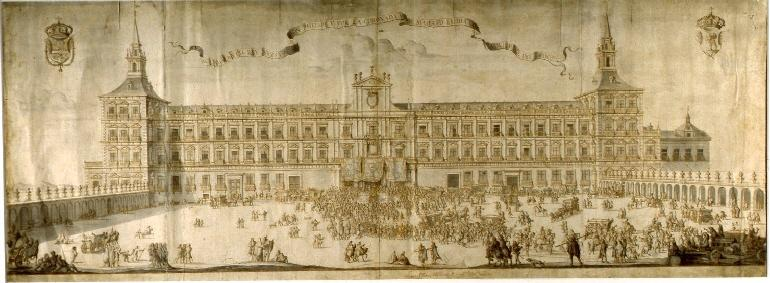
Proclamación de Felipe V en Madrid, dibujo a tinta sepia y aguadas grises. 1700. Inscripción: «aclamación del rey nuestro señor don phelipe v por la coronada villa de madrid el día xxiv de noviembre de mdcc.// Filippo Palotta Architetto de S.M. ta Catt. a fece»". Museo de Historia de Madrid.

Filippo Pallotta (Roma ?-Madrid, 1721) fue un ingeniero militar, arquitecto y dibujante italiano establecido en España al servicio de Felipe V. En la corte madrileña ostentó los cargos de ingeniero real, arquitecto de su majestad y ayuda de la furriera de la caballería de la reina.

## Biografía
Según su propia declaración en la documentación matrimonial, Pallotta nació en Roma, hijo de Jácome Pallotta y Francisca Piozelli.  Caballero del hábito constantiniano, llegó a Madrid con el escenógrafo y pintor Philipp Schor en 1697. Establecido en España, casó en Madrid el 27 de mayo de 1714, con María Melazo, hija de un adinerado sastre natural de Malta y de Bárbara María Malo, nacida en Molina de Aragón, provincia de Guadalajara. En 1715 fue nombrado delineador del cuerpo de ingenieros del ejército y en 1718 ingeniero ordinario y teniente de infantería. En diciembre de 1719, diciéndose achacosos, los esposos se otorgaron respectivamente poder para testar. Falleció antes de cumplirse el segundo año, en Madrid, el 10 de octubre de 1721.

## Obra

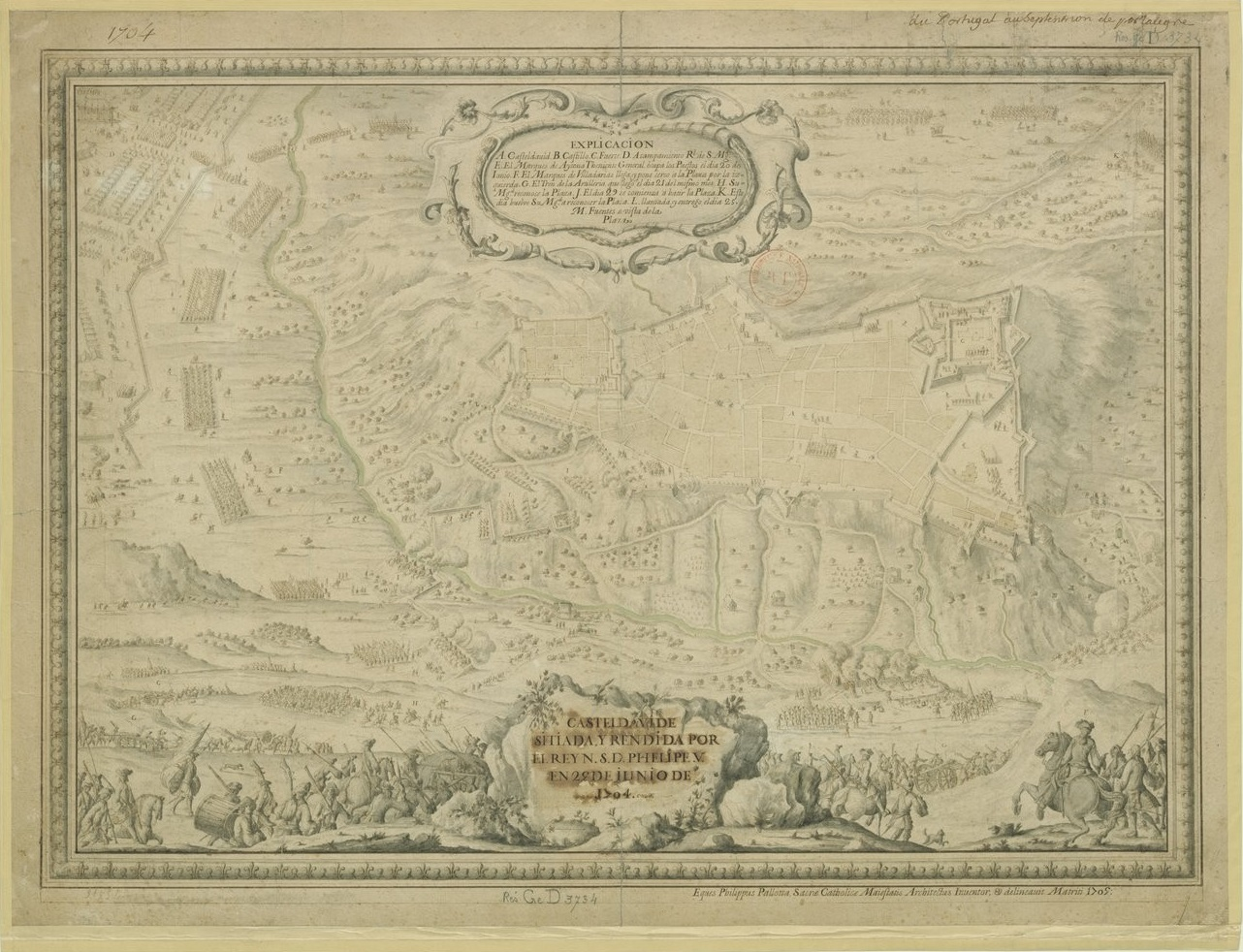
Casteldavide sitiada y rendida por el Rey N. S. D. Phelipe V en 25 de junio de 1704. Eques Philippus Pallotta, sacrae catholicae. Majestatis architectus... invenit Matriti 1705. Bibliothèque nationale de France, GED-3734.

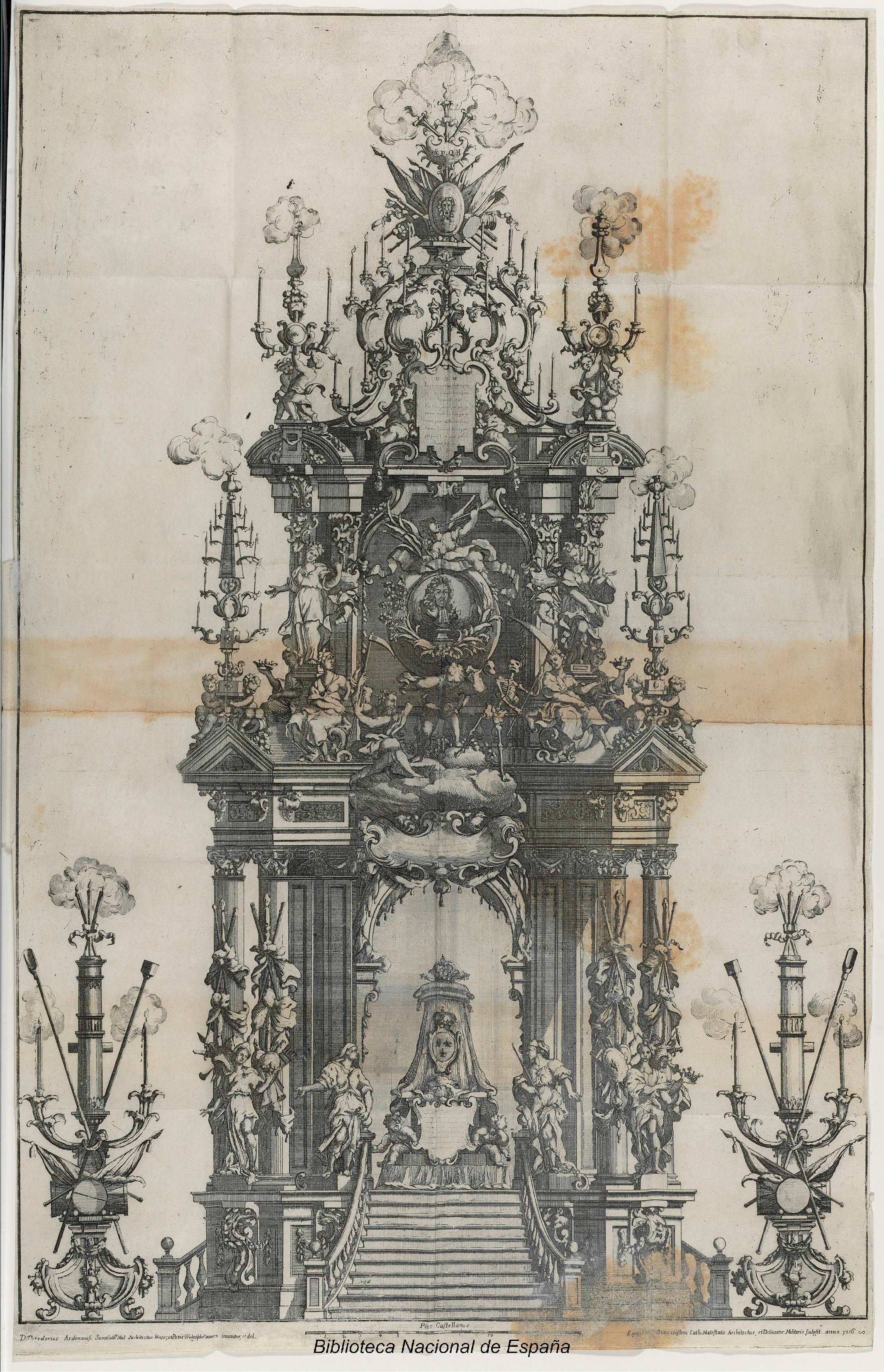
Túmulo alzado en la iglesia del Real Monasterio de la Encarnación de Madrid para las exequias por el rey Luis XIV. Grabado de Pallotta por dibujo de Teodoro Ardemans. Biblioteca Nacional de España.

Un dibujo de la fachada principal del Real Alcázar de Madrid con motivo de la proclamación de Felipe V el 24 de noviembre de 1700, conservado en el Museo de Historia de Madrid, es la primera obra que de él se conoce. Es posible que el dibujo, de gran minuciosidad, se concibiese con destino a la estampa, como lo fueron los siguientes. Cercano es el del juramento de fidelidad del reino de Castilla y León al rey Felipe V en la iglesia de San Jerónimo el Real de Madrid el 8 de mayo de 1701, grabado por Jan Baptiste Berterham y editado por Eugène Henri Fricx, tipógrafo regio, en Bruselas en 1703. A diferencia del grabado que del mismo suceso abrió Pedro Rodríguez Araujo, que mostraba el interior de la iglesia –desde una perspectiva semejante– engalanada para la ocasión con colgaduras y tapices que, entre otras cosas, ocultaban las naves laterales, el dibujo de Pallotta, dos años posterior al acontecimiento, mostraba la nave desnuda, sin guardar en este caso la debida fidelidad a los hechos. El grabado, de formato vertical y plegado, se incorporó al final de la relación redactada por Antonio de Ubilla y Medina de los viajes realizados por Felipe V para su coronación, boda y campaña de Italia en el inicio de la guerra de Sucesión española, diario de viaje publicado en Madrid en 1704 por Juan García Infanzón con el título Succesion de el rey D. Phelipe V nuestro señor en la corona de España: diario de sus viages desde Versalles a Madrid el que executó para su feliz casamiento, jornada a Nápoles, a Milán, y a su exército, successos de la campaña y su buelta [sic] a Madrid. Bellamente ilustrada, tras una primera hoja de lámina con el retrato ecuestre del rey firmado por Teodoro Ardemans como autor del dibujo grabado por Gérard Edelinck, incluía otras diez estampas editadas en Bruselas por Fricx y grabadas por Berterham y Lamberecht Causé con árboles genealógicos, corografías de los lugares visitados y vistas de los puertos de Barcelona y de Nápoles sobre dibujos firmados por Pallotta en Madrid, en algún caso castellanizando su nombre Felipe Palota y titulándose indistintamente ingeniero o arquitecto de su majestad católica.
Antonio de Ubilla y Medina, marqués de Ribas, que entre otros títulos ostentaba el de secretario del despacho universal, redactó también en 1705 la Jornada y campaña que hizo su Majestad contra Portugal, autorizado a imprimirla por un decreto de 11 de febrero de 1706. La obra, sin embargo, no vio la luz, por falta de medios económicos como se disculpó su autor años después o por haber caído en desgracia al hacerse sospechoso de infidelidad, y algunos de los dibujos preparados por Pallotta acabaron siendo grabados en París por Nicolas Guérard y publicados con la Campaña de Portugal de Felipe V en 1704, obra dirigida por el cartógrafo Nicolas de Fer. Los grabados firmados por Pallotta son cinco e incluyen una nueva imagen de la plaza de la Armería y fachada principal del Alcázar de Madrid, «como estuvo el día 4 de marzo de 1704 en que el rey cathólico nro. señor D. Phelipe quinto salió a la campaña de Portugal», el cruce del Tajo por un puente barcas y el perfil y corte del mismo puente de barcas, el sitio y rendición de Portalegre el 8 de junio de 1704 y la corografía de las provincias de Veira y Alentejo. Otras corografías con el mismo destino, como acreditan las semejanzas de las orlas, quedaron sin grabar: la que representa a Casteldavide sitiada y rendida por el Rey N. S. D. Phelipe V en 25 de junio de 1704, firmada «Eques Philippus Pallotta, sacrae catholicae. Majestatis architectus... invenit Matriti 1705», cuyo dibujo se conserva en la Bibliothèque nationale de France, y las que muestran los planos en planta de Rosmaninhal y Castelo Branco, ambas plazas rendidas a Felipe V, cuyos dibujos guarda el Archivo del Servicio Histórico de la Defensa de Francia en el castillo de Vincennes.
En relación también con la campaña portuguesa, pero de concepción algo diversa, se encuentran dos grabados catalogados como anónimos en la Biblioteca Nacional de España, firmados con las iniciales FP enlazadas y, según las cartelas explicativas de sus asuntos, ilustraciones de operaciones militares «delineadas» por el mismo rey: «Salvatierra en Portugal delineada por el rey nro. senr. a quien se rindió con artillería y guarnición prisionera de guerra en VIII de mayo de 1704», y Castel Blanco delineado por el Rey N.S. y rendido a S.Mag el dia XXIII de Mayo de MDCCIIII, firmado «F.P. fecit a 4 juny 1704 Matriti». Otras dos estampas firmadas FP tienen como título común Progresso del Rey N. S. dentro de Portugal 1704. La primera, dividida en cuatro viñetas con las rendiciones de Zebrero, Segura y Vila Garcia, lleva además un pie de imprenta que indica «se venden en casa de Pedro de la Peña en las gradas de S. Phelipe R.l y en Palacio de Madrid». del mismo modo que la restante, quizá la de mejor calidad, dividida en tres viñetas, apareciendo en la primera el rey comiendo «sobre la marcha» –sobre un tambor– para impedir el saqueo de Castel Blanco. Mercedes Agulló, que dio la primera noticia de estos grabados atribuyéndoselos a Pallotta, supone que se destinasen a la venta como hojas sueltas, como puede desprenderse de los pies de imprenta, y que como testimonios gráficos inmediatos, destinados a dar a conocer las victorias de Felipe V, sin mayores pretensiones, pasasen directamente del dibujo a la imprenta y sin retoques.
De otro episodio de la misma guerra de sucesión fue también testigo: la batalla de Almansa del 25 de abril de 1707. El dibujo –y la asistencia– de Pallotta sirvieron en este caso para la pintura por Buonaventura Ligli de un óleo de notables dimensiones (161 x 390 cm. Museo del Prado, en depósito en el Palacio de la Cortes Valencianas), firmado: «Eques Phillippus Pallotta Sacrae Catholicae Majestatis Architectus ad uiuum delineavit, et eiusdem asistentia pinxit Buonauentura de Liliis, 1709».
De su trabajo como arquitecto o ingeniero militar el Archivo General de Simancas conserva dos dibujos de planos, con perfiles y alzados para un cuartel de infantería compuesto por un batallón de quinientos a seiscientos soldados y otro para un regimiento de caballería de tres escuadrones, si bien el trabajo de Pallotta consistió en esta ocasión en la ejecución del dibujo –y quizá de los grabados si llegaron a abrirse las láminas– pero siguiendo las directrices ideadas por el ingeniero general don Jorge Próspero de Verboom, cuyas ideas de lo que debía ser un acuartelamiento urbano podrían verse reflejadas en el madrileño cuartel del Conde-Duque.
Pallotta fue también grabador, aunque lo fuese ocasionalmente y únicamente se conozcan dos grabados firmados por él: el frontispicio del Index expvrgatoribvs hispanvs de 1707 por dibujo de Bernabé García y el túmulo alzado en la iglesia del Real Convento de la Encarnación de Madrid con motivo de las exequias por el rey Luis XIV, grabado calcográfico en hoja plegada firmado por Teodoro Ardemans y Filippo Pallotta incorporado a la Relación de las Reales Exequias, que se celebraron por el Serenísimo Señor Luis XIV el Grande, Rey Christianissimo de Francia, Abuelo de la Magestad del Rey nuestro Señor, Dios le guarde. Siendo Mayordomo Mayor, y executándolas por su Real precepto El Excmo. Señor D. Iuan Manuel Fernández Pacheco... Marqués de Villena... escrita y dada á luz de orden de su Exelencia, año de 1717.